# طورين (إدلب)
طورين قرية سورية تتبع ناحية دركوش في منطقة جسر الشغور في محافظة إدلب. بلغ عدد سكانها 420 نسمة في عام 2004 حسب إحصاء المكتب المركزي للإحصاء.